# Кияшко Андрій Іванович
Андрій Кияшко (30 листопада 1857 — 13 грудня 1917) — державний та військовий діяч Російської імперії українського походження.

## Життєпис
Походив з українського кубанського козацького роду. Син Івана Кияшка, хорунжого Кубанського війська. Народився 1857 року в Катеринодарі. Здобув освіту в Кубанській військовій класичній гімназії і Павловському військовому училищі.
У 1881 році надано звання хорунжого, почав службу в Таманському кінному полку Кубанського козацького війська. У 1883 році брав участь в експедиції генерал-майора А. І. Глухівського з дослідження старого русла річки Амудар'ї між Аральським і Каспійським морями.
У 1891 році закінчив Миколаївську академію Генерального штабу за першим розрядом і призначений на службу до Закаспійської області, де він послідовно обіймав посади помічника старшого ад'ютанта штабу військ області, командував ротою в Закаспійському стрілецькому батальйоні. У 1896 році надано звання підполковник і призначено старшим ад'ютантом штабу Приамурського військового округу. У 1897 році призначений помічником начальника військового штабу Кубанського козацького війська. У 1898—1899 роки командував сотнею в Першому Катеринодарському кошового отамана Чепіги полку.
У 1900 році отримав чин полковника. Того ж року призначений начальником штабу 39-ї піхотної дивізії, а потім командиром 1-го Кавказького полку Кубанського козацького війська. У 1904 році, з початком війни з Японією, призначений у розпорядження намісника на Далекому Сході. У липні того ж року призначений начальником загону розвідників, з яким діяв у Беньсіху і в його околицях, до кінця битви під Ляоніном. У 1905 році призначений начальником канцелярії штабу тилу військ Далекого Сходу, невдовзі прикомандировано до 2-го туркестанського армійського корпусу.
1907 року стає отаманом Майкопського відділу Кубанської області. Того ж року присвоєно звання генерал-майор і 23 грудня 1907 року призначений начальником військового штабу Кубанського козацького війська.
1912 року був призначений військовим губернатором Забайкальської області та наказним отаманом Забайкальського козацького війська. Під час його каденції було впроваджено управління в поселеннях, що виникли уздовж Забайкальської і Амурської залізниці, побудовані нові лікарні і збільшені штати медичних працівників при них.
Кияшко домагався дозволу на будівництво нового великого корпусу для хірургічного відділення при Забайкальській громаді Червоного Хреста. З ініціативи губернатора було побудовано 2 реальних училища — в Нерчинському Заводі та Акше. У 1913 року в зв'язку зі створенням інституту повітових лікарів вперше в області з'явилася мережа лікарських пунктів і лікарень, зокрема бактеріологічна станція.
1917 року Кияшка зарахували в резерв чинів при штабі Казанського, а 18 лютого — Кавказького військового округу. Після Лютневої революції призначений Тимчасовим урядом командувачем військ Туркестанського військового округу.
Загинув у Ташкенті разом з декількома офіцерами, яких зарубали солдати охорони.

## Родина
Дружина — Олена Горбачевська.